# Shire (rasa konia)

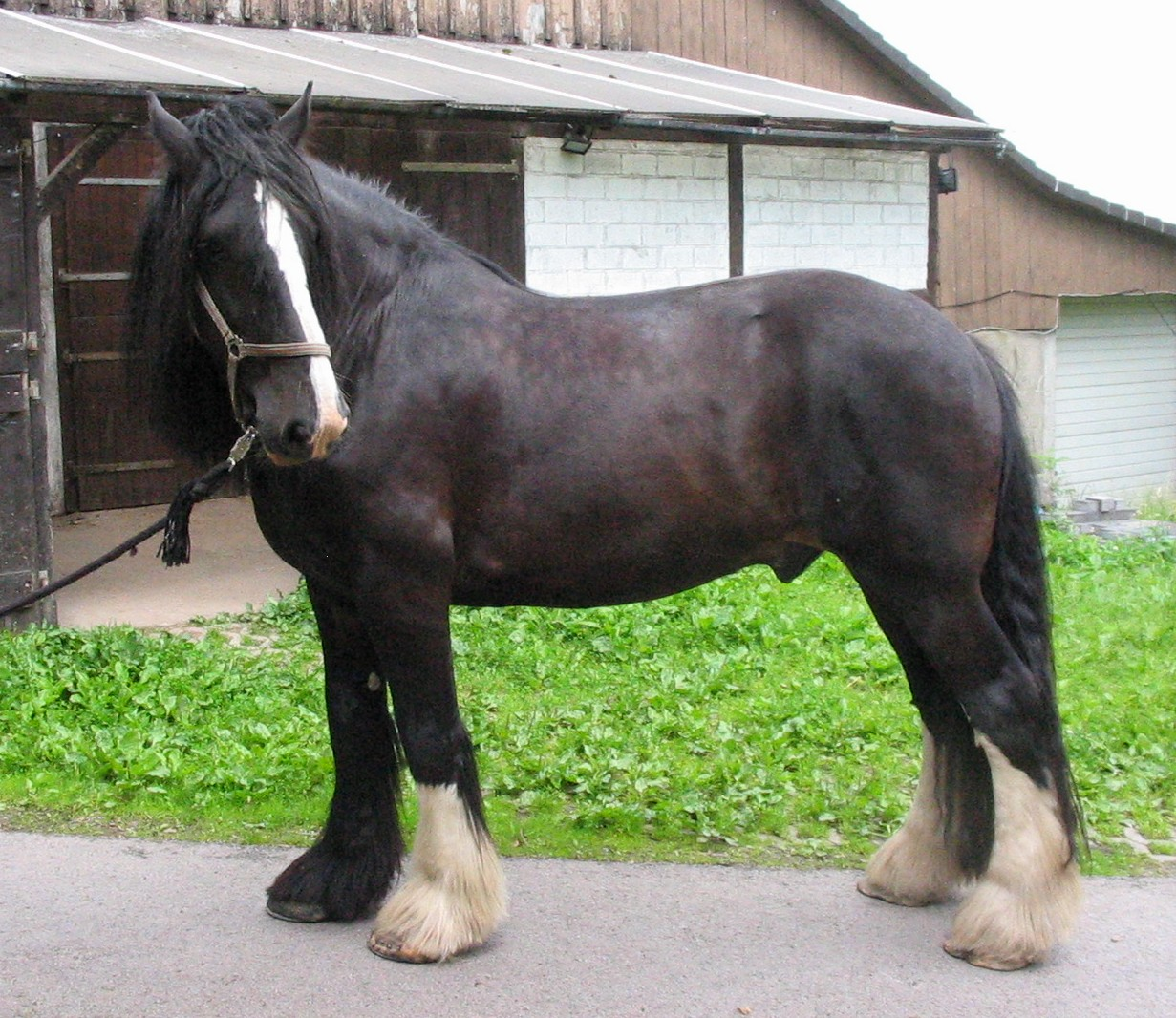
Dziewięcioletni shire

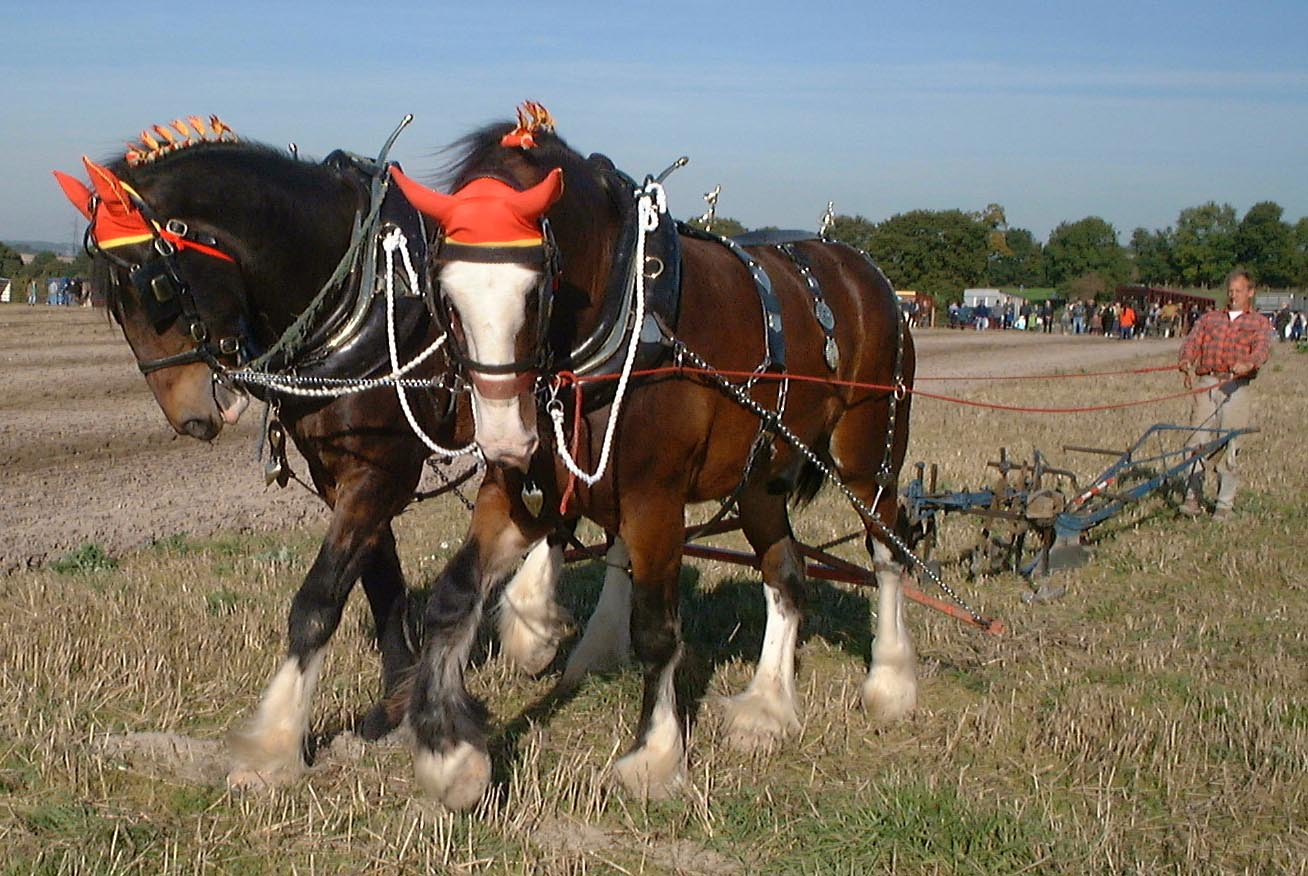
Konie rasy shire przy pracy

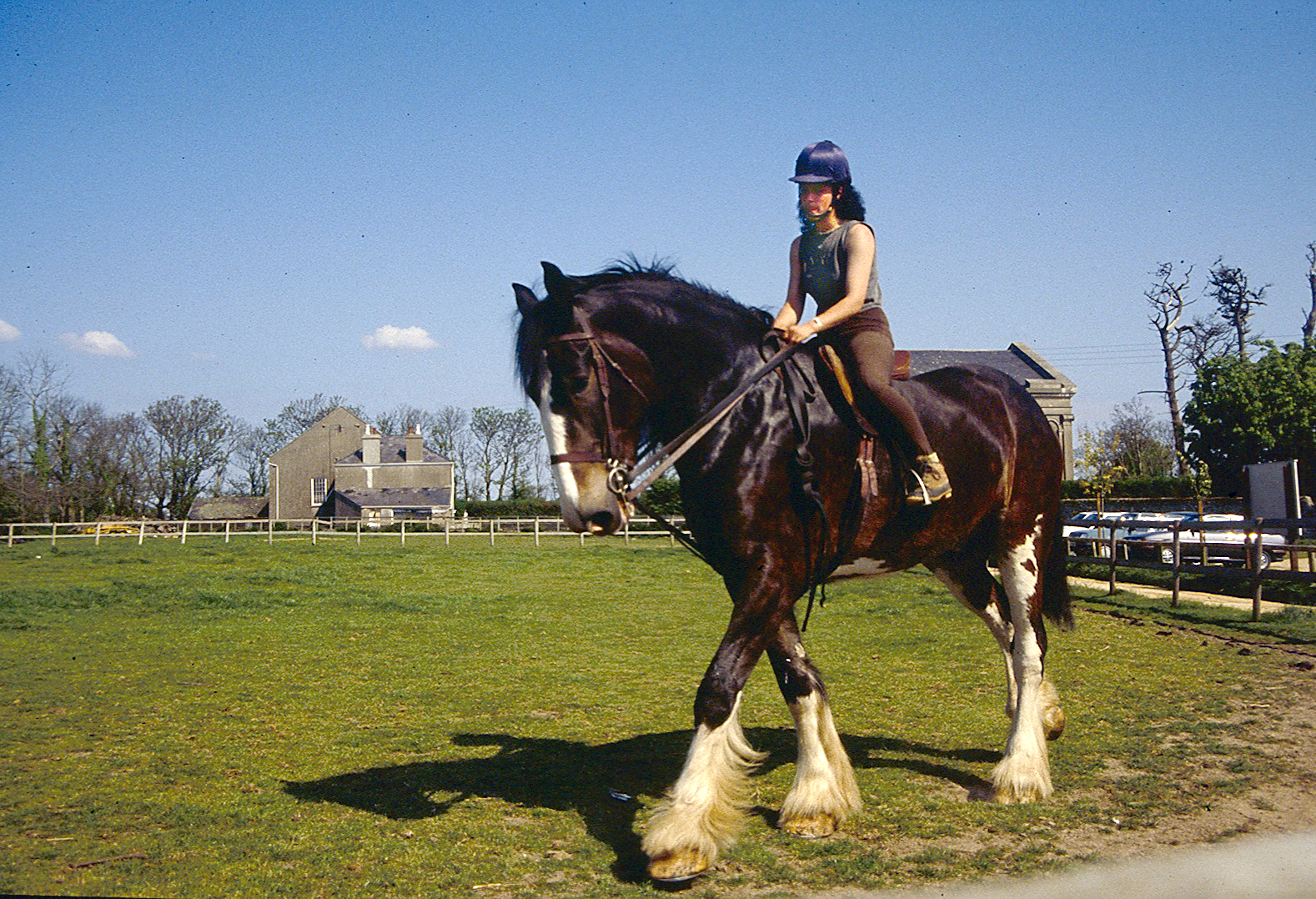
Shire jako wierzchowiec

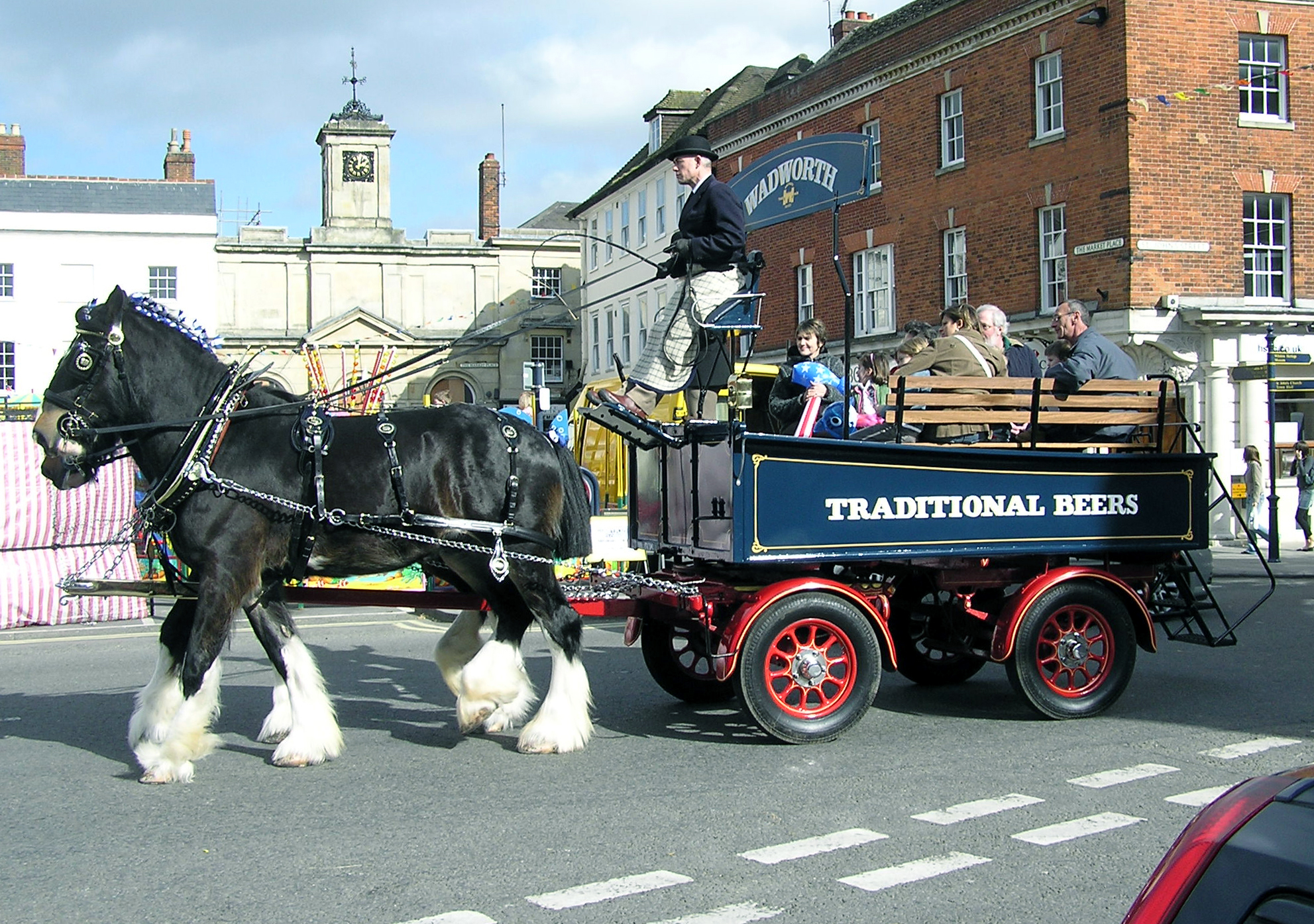
Konie shire w zaprzęgu

Shire – rasa koni, pochodząca z Wielkiej Brytanii. Są to wielkie zimnokrwiste konie, jedne z najcięższych, oraz największych koni świata. Rasa powstała w połowie XVIII w. z opublikowaniem pierwszej księgi stadnej w 1878. Użytkowane jako konie pociągowe i do jazdy konnej. W ich ojczyźnie można je spotkać jako konie wierzchowe, co wynika z tradycji angielskiego rycerstwa.

## Historia
Mimo że rasa Shire została wyodrębniona w XIX w. jej początki są znacznie starsze. W średniowieczu Anglia była ośrodkiem kultury rycerskiej. Rycerze potrzebowali mocnych, dużych koni, których widok mógłby trwożyć wrogów i mogących unieść rycerza w pełnej zbroi. Za największe zwierzęta płacono najwyższe ceny. Dążąc do ideału, hodowcy z wielkim trudem wyhodowali konia dużego i ciężkiego, ale harmonijnie zbudowanego i bardziej nadającego się pod wierzch niż większość koni zimnokrwistych. Tak powstała rasa shire.
W gospodarce rolnej przejęły rolę wołów, od których były szybsze i nadawały się do pracy w lesie. Wzdłuż dobrze rozwiniętych kanałów był idealnym koniem do holowania barek. W XIX w. znalazły nowe zastosowanie w komunikacji miejskiej: ciągnęły pierwsze tramwaje konne na Wyspach Brytyjskich. Dzisiaj shire’y są hodowane i utrzymywane przez miłośników rasy.
Od 1878 działa Towarzystwo Koni Shire, które dba o ochronę rasy i podtrzymuje zainteresowanie nimi. Promuje wiedzę o historii konia shire i jego przyszłości w społeczeństwie.
Niektóre browary, w których dawniej siłę pociągową zapewniały shire, rewitalizowały transport konny, głównie w celach public relations i w promieniu do 10 km od browaru piwo ponownie dostarczane jest przez zaprzęg konny. Konie rasy shire uczestniczą w wielu imprezach publicznych, takich jak festyny, otwarcia pubów, a także wesela i Royal Windsor Horse Show.

## Wygląd
Konie tej rasy mają budowę ciała harmonijną, są silnie umięśnione, długonogie, z krótkim tułowiem i szeroką piersią. Mają suche głowy o szerokim, często garbonosym profilu, na wysoko osadzonej szyi. Na głowie występują różnego rodzaju odmiany (łysiny, strzałki, gwiazdki). Cechami charakterystycznymi tej rasy są ponadto obfite, jedwabiste szczotki, zaczynające się już od stawu skokowego, krótki, gęsty ogon oraz gęsta grzywa. Maść gniada z dużymi białymi odmianami na głowie i kończynach, siwa, skarogniada i kara. Osiągają wysokość od 1,8 do 2 m i wagę 900 do 1100 kg (ogiery).

## Charakter
Są to konie uległe, cierpliwe, spokojne i przyjacielskie. Usposobienie łagodne.